# Dora auf der Suche nach Sol Dorado
Dora auf der Suche nach Sol Dorado (Originaltitel: Dora and the Search for Sol Dorado) ist ein US-amerikanischer Jugend-Abenteuerfilm und eine Live-Action-Adaption der Zeichentrickserie Dora. Er ist eine alleinstehende Fortsetzung zu Dora und die goldene Stadt (2019). Die Veröffentlichung fand am 2. Juli 2025 auf Nickelodeon & Paramount+ stattfinden. In Deutschland folgte die Veröffentlichung am 4. Juli 2025.

## Handlung
Die 16-jährige Dora reist zusammen mit ihren Freunden durch die gefährlichen Tiefen des Amazonas, um den legendären Schatz von Sol Dorado zu finden, um ihn vor falschen Händen zu schützen.

## Besetzung und Synchronisation
Die deutschsprachige Synchronfassung entstand bei der Cinephon in Berlin nach einem Dialogbuch von Madeleine Stolze, die zusammen mit Alessandro Alioto auch die Dialogregie führte.
| Rolle         | Schauspieler         | Synchronsprecher     |
| ------------- | -------------------- | -------------------- |
| Dora Márquez  | Samantha Lorraine    | Lana Finn Marti      |
| Diego Márquez | Jacob Rodriguez      | Laurin Lechenmayr    |
| Naiya         | Marina Garzón        | Karolina Nägele      |
| Sonny         | Acston Luca Porto    | Lou Wittorf          |
| Camila        | Daniella Pineda      | Patricia Strasburger |
| Boots         | Gabriel Iglesias     | Leonhard Mahlich     |
| Doras Oma     | María Cecilia Botero | María Cecilia Botero |

## Produktion
Im Mai 2024 kündigte man an, dass eine Live-Action-Adaption der Zeichentrickserie Dora unter dem Titel Dora and the Search for Sol Dorado mit Alberto Belli als Regisseur und JT Billings als Autor in Entwicklung sei, außerdem kündigte man an, dass Samantha Lorraine die Hauptrolle übernehmen wird. Im Juni 2024 kündigte man dann ebenfalls an, dass Jacob Rodriguez die Rolle von Dora’s Bruder Diego übernehmen wird.
Die Dreharbeiten für den Film begannen am 9. August 2024 in Rio Claro in Columbien.
Am 5. Juni 2025 veröffentlichte man den Trailer zu dem Film.